# Where in the World Is Carmen Sandiego? (programma televisivo)
Where in the World Is Carmen Sandiego? è stato un programma televisivo statunitense per ragazzi di genere game show, andato in onda sulle stazioni PBS tra il 1991 e il 1995 e ispirato a una serie di videogiochi su Carmen Sandiego pubblicati dalla Brøderbund. La trasmissione era condotta da Greg Lee, con la partecipazione di Lynne Thigpen e del gruppo musicale Rockapella.
Il programma è stato in parte creato in seguito ai risultati di un sondaggio del National Geographic che indicava che gli statunitensi avevano una scarsa conoscenza della geografia; uno su quattro, ad esempio, non era in grado di localizzare l'Unione Sovietica o l'Oceano Pacifico. Le domande della trasmissione erano verificate dal National Geographic World, che forniva anche dei premi ai concorrenti, consistenti in abbonamenti alla loro rivista.
La trasmissione ha vinto diversi Daytime Emmy e un Peabody Award nel 1992. Nel 2001 TV Guide lo ha classificato al numero 47 nella lista dei 50 migliori game show di tutti i tempi.

## Il programma
Il programma è andato in onda sulle stazioni PBS dal 30 settembre 1991 al 22 dicembre 1995. Sono state trasmesse cinque stagioni, per un totale di 295 puntate.
In ogni puntata, della durata di mezz'ora, tre concorrenti in età scolare (10-14 anni) gareggiavano l'uno contro l'altro rispondendo a domande sulla geografia per determinare la posizione di uno degli scagnozzi di Carmen Sandiego e infine di Carmen stessa. I concorrenti venivano chiamati "gumshoe", in riferimento a detective alle prime armi.

## Produzione
Al programma lavorava uno staff di 150 persone. Ogni stagione veniva prodotta in sei settimane e in genere venivano registrati da tre a quattro episodi al giorno, presso i Lifetime Studios di New York. I produttori si mettevano in contatto con le scuole di New York in cerca di bambini di età compresa tra 8 e 13 anni; i partecipanti dovevano sostenere un test di geografia e i potenziali concorrenti che superavano il test facevano quindi un colloquio con i produttori.

## Versioni internazionali
In Germania il programma è stato coprodotto a Chemnitz dalla Buena Vista Productions International (BVPI) di Disney e MDR; era intitolato Jagd um die Welt - Schnappt Carmen Sandiego! ed è andato in onda nel 1994 sull'emittente nazionale Das Erste. Nello stesso anno BVPI ha anche coprodotto l'edizione italiana a Napoli con la RAI (dal titolo Che fine ha fatto Carmen Sandiego?), e la versione spagnola, Dónde se esconde Carmen Sandiego, coprodotta a Valencia con l'emittente nazionale TVE nel 1995.
L'emittente canadese Télé-Québec ha prodotto una versione in lingua francese chiamata Mais, où se cache Carmen Sandiego?, trasmessa tra il 1995 e il 1998 con Pauline Martin nei panni di "The Chief" e Martin Drainville nei panni dell'agente ACME incaricato dell'addestramento delle nuove reclute.
È stata prodotta anche una versione neozelandese di Carmen Sandiego, andata in onda dal 1996 al 1999. La Radio Televisyen Malaysia ha prodotto la propria iterazione del programma nel 1998 dal titolo Di Mana Joe Jambul, seguìto da un reboot nel 2012 con un nuovo set, animazioni e regole.